# Filologia hispànica
La filologia hispànica és la branca de la filologia que s'ocupa de l'estudi de la llengua espanyola i la seva literatura, i a vegades de les altres llengües i literatures d'Espanya, en particular a les universitats on no existeix una carrera de filologia específica per a aquestes llengües. Actualment aquesta carrera s'imparteix en tots els països de parla hispana, en tots aquells en els quals hi ha una acadèmia de la llengua i en molts altres que la imparteixen a les seves universitats atenent a la importància de la llengua i a la seva demanda per part de l'alumnat: la majoria de països de la UE, Estats Units, Rússia, Filipines, Corea del Sud, Japó, etc. De la difusió i ensenyament internacional de la llengua espanyola s'encarrega l'Institut Cervantes mentre que la finalitat de la Filologia hispànica és la d'estudiar l'estructura i història de la llengua, així com les obres literàries produïdes en espanyol.
A Espanya, és una titulació de primer i segon cicle, pertanyent a l'àrea d'humanitats. Els ensenyaments conduents a l'obtenció del títol oficial de Llicenciat en Filologia hispànica ensenyen una formació en filologia general i una especial èmfasi en tot el que tingui a veure amb la llengua espanyola en tots els àmbits: lingüístic, literari i cultural propis de la llengua espanyola.